# Ardonea unicolor
Ardonea unicolor är en fjärilsart som beskrevs av Felder 1874. Ardonea unicolor ingår i släktet Ardonea och familjen björnspinnare. Inga underarter finns listade i Catalogue of Life.